# Alice in Videoland
Alice in Videoland е шведска електронна група, чийто звук е смесица между електроклаш и EBM (electronic body music). Името на групата е пряка заема от стара електронна игра базирана на книгата на Луис Карол „Алиса в страната на чудесата“.

## История
Alice in Videoland е създадена през 2002 от певицата Турил Линдквист и Карл Лундгрен. След като двамата прекарват около шест месеца в записването на демота, звукозаписната компания National им предлага договор за издаване, а към групата се присъединяват Андерс Александер (барабани и синтезатор) и Йохан Далбом (бас китара). Докато тече работата по първия им албум квартетът изнася първите си клубни участия, които се характеризират с енергични изпълнения на собствени песни и кавър версии.
През 2003 е издаден дебютният „Maiden Voyage“. Две години по-късно излиза вторият студиен албум „Outrageous!“, който затвърждава позицията им на една от най-добрите електронни групи на шведската ъндърграунд сцена. Сингълът „Cut the Crap“ привлича вниманието на американски издатели и скоро Alice in Videoland подписват договор със звукозаписната компания Storming The Base. Малко преди издаването на „Outrageous!“ Лундгрен напуска групата и е заменен от друг кийбордист, който се задържа сравнително кратко и от своя страна е заменен от Мартин Кензо.
През 2008 Alice in Videoland издават албума „She's A Machine!“, който предлага по-тежко звучене сравнение с предишните им записи, но все пак остават верни на електронната музика. През 2010 е издаден сингълът Spaceship, който се превръща в първата тяхна песен успяла да влезе в шведската класация за песни. Същата година е издаден четвъртият студиен албум „A Million Thoughts and They're All About You“.

## Дискография

### Албуми
- „A Million Thoughts and They’re All About You“ (2 ноември 2010)
- „She's A Machine“ (23 април 2008)
- „Outrageous!“ (5 октомври 2005)
- „Maiden Voyage“ (19 ноември 2003)

### Сингли
- „Spaceship“ (21 април 2010)
- „Psychobitch“ (април 2009)
- „We Are Rebels“ (10 юни 2008)
- „Numb“ (15 април 2008)
- „Radiosong“ (14 декември 2005)
- „Cut the Crap“ (28 септември 2005)
- „Badboy“ (1 юни 2005)
- Going Down (26 април 2004)
- „The Bomb“ (24 септември 2003)
- „Dance With Me“ (2 юни 2003)